# Kurt Schindler (Fotograf)

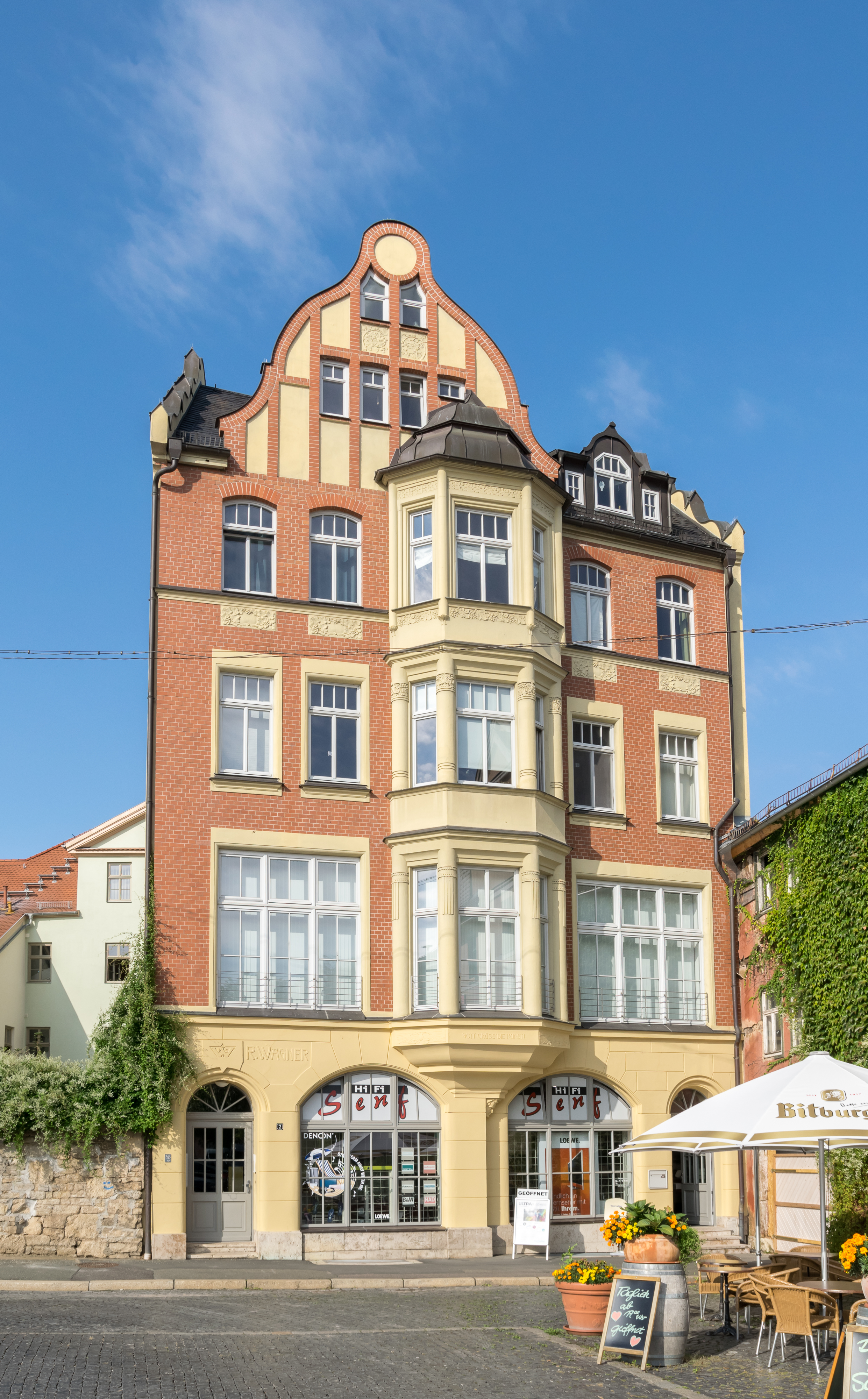
Rollplatz 7

Kurt Schindler (* 1899; † 1994) war ein deutscher Buchdrucker, Schriftsetzer und Fotograf in Weimar.

## Leben und Werk
Schindler war tätig in der Druckerei am Rollplatz 7, die sein Vater Reinhold Schindler 1916 übernahm. Schindler wurde 1931 Mitinhaber der Firma, die er dann von 1944 bis 1972 leitete. Schindler Senior wohnte u. a. in der Erfurter Straße 11 von 1902 bis 1910. Schindler ist aber bedeutsamer als Fotograf und damit als Chronist Weimars. Schindlers fotografischer Nachlass von 8358 Fotos ist die größte Fotodokumentation zu Motiven Weimars im Stadtarchiv Weimar. Dabei ist jedoch nicht gesagt, dass die Fotos immer von ihm selbst angefertigt wurden. Nicht immer ist der Fotograf bekannt. Laut Stadtarchiv Weimar besteht die Sammlung zum großen Teil aus Reproduktionen älterer Fotos, enthält aber auch einen Teil originaler Aufnahmen. Die 44 Ordner umfassende Sammlung gelangte durch Schenkung 2010 an das Stadtarchiv Weimar.